# Neoturris fontata
Neoturris fontata är en nässeldjursart som först beskrevs av Bigelow 1909.  Neoturris fontata ingår i släktet Neoturris och familjen Pandeidae. Inga underarter finns listade i Catalogue of Life.